# Осідання земної поверхні
Осідання земної поверхні (рос. оседание земной поверхности, англ. surface subsidence; нім. Absenkung f der Tagesoberfläche, Oberflächensetzung f, Oberflächensenkung f) – при підземних розробках – один з видів деформацій зсування (зрушення), вертикальна складова векторів зрушення точок в мульді зрушення земної поверхні. Швидкість О.з.п. визначається як відношення різниці абсолютних відміток точки між двома спостереженнями до інтервалу спостережень. Максимальне О.з.п. – найбільша вертикальна складова векторів зрушення точок в мульді зрушення після закінчення процесу зрушення. Розрізняють максимальне О.з.п. при повній і неповній підробці. Відносна величина максимального О.з.п. – відношення максимального осідання земної поверхні до вийманої (відлічуючи по нормалі) або ефективної потужності пласта при повній підробці, горизонтальному заляганні пласта та закінченому процесі зрушення.